# Чемондаевка (село)
Чемондаевка — село в Чаинском районе Томской области, Россия. Входит в состав Подгорнского сельского поселения.

## История
Основано в 1920 году. По данным 1926 года в заимке Чемондаевские Хутора имелось 13 хозяйств и проживало 64 человека (в основном — чуваши). В административном отношении входила в состав Леботерского сельсовета Чаинского района Томского округа Сибирского края.

## Население
| 1926 | 1931 | 1940 | 1956 | 1995 | 1996 | 1997 |
| ---- | ---- | ---- | ---- | ---- | ---- | ---- |
| 64   | ↗110 | ↗185 | ↗200 | ↗247 | ↗248 | ↘236 |
| 1998 | 1999 | 2002 | 2010 | 2012 | 2013 | 2014 |
| ↗243 | ↘234 | ↘206 | ↘186 | ↘177 | ↘167 | ↘155 |
| 2015 | 2021 |      |      |      |      |      |
| ↘145 | ↗159 |      |      |      |      |      |

Половой состав
По данным Всероссийской переписи населения 2010 года в гендерной структуре населения мужчины составляли 51,6 %, женщины — соответственно 48,4 %.
Национальный состав
По данным 1926 года в проживали в основном чуваши.
Согласно результатам переписи 2002 года, в национальной структуре населения русские составляли 72 %, чуваши — 26 %.